# 662 (numero)
Seicentosessantadue è il numero naturale dopo il 661 e prima del 663.

## Proprietà matematiche
- È un numero pari.
- È un numero composto con 4 divisori: 1, 2, 331, 662. Poiché la somma dei suoi divisori (escluso il numero stesso) è 334 < 662 è un numero difettivo.
- È un numero semiprimo.
- È un numero nontotiente.
- È un numero membro della successione di Mian-Chowla.
- È un numero palindromo nel sistema di numerazione posizionale a base 15 (2E2).
- È parte della terna pitagorica (662, 109560, 109562).
- È un numero congruente.

## Astronomia
- 662 Newtonia è un asteroide della fascia principale del sistema solare.
- NGC 662 è una galassia spirale della costellazione di Andromeda.

## Astronautica
- Cosmos 662 è un satellite artificiale russo.